# Infiniti FX
El Infiniti FX  es un automóvil todoterreno del segmento E producido por el fabricante japonés Infiniti desde el año 2003. Es un cinco puertas con cinco plazas, motor delantero, caja de cambios automática de cinco marchas y tracción trasera o a las cuatro ruedas. Algunos de sus rivales son el BMW X5, el Mercedes-Benz Clase M, el Porsche Cayenne, el Range Rover Sport, el Volvo XC90 y el Volkswagen Touareg.
El FX tiene una construcción monocasco, que usa la misma plataforma del Nissan 350Z y de los Infiniti G e Infiniti M actuales, al contrario que el Nissan Murano, que utiliza la del Nissan Altima.
Sus dos motores gasolina son un V6 de 3.5 litros de cilindrada y 284 CV de potencia máxima ("Infiniti FX35"), y un V8 de 4.5 litros y 325 CV ("Infiniti FX45")y a partir del 2009 empieza una renovación, que comienza con nuevos motores el V6 ahora es un 3.7 litros de cilindrada, de 320cv, otro V8 de 5.0 litros con 390cv y un V6 diesel de 3.0 litros y 230 cv (mercado Europeo). Ambos tienen cuatro válvulas por cilindro, dos árboles de levas a la cabeza por bancada, distribución de válvulas variable e inyección indirecta.
En el 2013 se anunció el Infiniti QX70, sucesor del Infiniti FX.